# Concours adaptation technicien supérieur
 (décembre 2011).
Si vous disposez d'ouvrages ou d'articles de référence ou si vous connaissez des sites web de qualité traitant du thème abordé ici, merci de compléter l'article en donnant les références utiles à sa vérifiabilité et en les liant à la section « Notes et références ».
Le Concours ATS (Adaptation Technicien Supérieur) est un des concours scientifique pour l'entrée dans certaines écoles d'ingénieurs françaises (habituellement surnommées « Grandes Écoles »), publiques ou privées. Il s'est tenu pour la première fois en 1998[réf. nécessaire] et est organisé par l'ENSEA.
Ce concours est passé chaque année par environ 900 étudiants, majoritairement titulaires de BTS et de DUT et inscrits en classe préparatoire ATS.

## Écoles[2]
En 2024, 44 écoles recrutaient par le biais de ce concours :
| Arts et Métiers                    | Arts et Métiers ParisTech.                                              | 10 places                         |       |                                                  |          |
| EC Lille                           | École centrale de Lille.                                                | 6 places                          |       |                                                  |          |
| Centrale méditerranée              | École centrale de Marseille.                                            | 5 places                          |       |                                                  |          |
| CentraleSupélec                    | CentraleSupélec.                                                        | 10 places                         |       |                                                  |          |
| EC Nantes                          | École centrale de Nantes.                                               | 15 places                         |       |                                                  |          |
| IMT Mines Alès                     | Mines d'Alès.                                                           | 3 places                          |       |                                                  |          |
| IMT Nord Europe                    | École nationale supérieure Mines-Télécom Lille-Douai.                   | 2 places                          |       |                                                  |          |
| IMT Mines Albi                     | Mines d'Albi.                                                           | 5 places                          |       |                                                  |          |
| ICAM Site de Strasbourg Europe     | Institut catholique d'arts et métiers                                   | 10 places (+ 10 en apprentissage) |       |                                                  |          |
| ECAM LaSalle                       | ECAM Lyon.                                                              | 5 places                          |       |                                                  |          |
| ECAM-EPMI Cergy-Pontoise           | École d'électricité, de production et des méthodes industrielles.       | 10 places                         |       |                                                  |          |
| ECAM Rennes                        | ECAM Rennes                                                             | 5 places                          |       |                                                  |          |
| EIGSI La Rochelle                  | École d'ingénieurs en génie des systèmes industriels.                   | 10 places                         |       |                                                  |          |
| EIL Côte d'Opale - Calais          | École d'ingénieurs du Littoral Côte d'Opale.                            | 10 places                         |       |                                                  |          |
| EIL Côte d'Opale - Longuenesse     | École d'ingénieurs du Littoral Côte d'Opale.                            | 15 places                         |       |                                                  |          |
| EIL Côte d'Opale - Dunkerque       | École d'ingénieurs du Littoral Côte d'Opale.                            | 5 places                          |       |                                                  |          |
| ENS Rennes                         | École normale supérieure de Rennes.                                     | 1 place                           |       |                                                  |          |
| ENSEA Cergy                        | École nationale supérieure de l'électronique et de ses applications.    | 20 places                         |       |                                                  |          |
| EIA                                | Ecole d'Ingénieurs de l'Artois                                          | 8 places                          | ENSIM | École nationale supérieure d'ingénieurs du Mans. | 7 places |
| ENSISA Mulhouse                    | École nationale supérieure des ingénieurs Sud Alsace.                   | 12 places                         |       |                                                  |          |
| ENSSAT Lannion                     | École nationale supérieure des sciences appliquées et de technologie.   | 2 places                          |       |                                                  |          |
| ESB Nantes                         | ESB Nantes.                                                             | 15 places                         |       |                                                  |          |
| ESIEA Paris/Ivry-sur-seine - Laval | École d'ingénieurs du monde numérique.                                  | 20 places                         |       |                                                  |          |
| ESIGELEC Rouen/Poitiers            | École supérieure d'ingénieurs en génie électrique.                      | 20 places                         |       |                                                  |          |
| ESIX Normandie S.E. Caen           | École supérieure d'ingénieurs de l'université de Caen Basse-Normandie.  | 3 places                          |       |                                                  |          |
| ESIX Normandie S.I. Cherbourg      | École supérieure d'ingénieurs de l'université de Caen Basse-Normandie.  | 30 places                         |       |                                                  |          |
| ESTIA Bidart                       | École supérieure des technologies industrielles avancées.               | 25 places                         |       |                                                  |          |
| ESTP                               | École spéciale des travaux publics, du bâtiment et de l'industrie.      | 32 places                         |       |                                                  |          |
| ISAE-ENSMA Poitiers                | École nationale supérieure de mécanique et d'aérotechnique de Poitiers. | 2 places                          |       |                                                  |          |
| EIJV                               | École d’ingénieurs Jules Verne                                          | 10 places                         |       |                                                  |          |
| ENIT Tarbes                        | École nationale d'ingénieurs de Tarbes                                  | 8 places                          |       |                                                  |          |
| ESEO Dijon                         | École supérieure d'électronique de l'Ouest                              | 10 places                         |       |                                                  |          |
| ESEO Angers                        | École supérieure d'électronique de l'Ouest                              | 10 places                         |       |                                                  |          |
| ESEO Paris-Vélizy                  | École supérieure d'électronique de l'Ouest                              | 10 places                         |       |                                                  |          |
| ESGT                               | École Supérieure d'ingénieurs Géomètres et Topographes                  | 10 places                         |       |                                                  |          |
| ENSTA Bretagne                     | École nationale supérieure de techniques avancées Bretagne              | 6 places                          |       |                                                  |          |
| ENSTA Paris                        | École nationale supérieure de techniques avancées                       | 3 places                          |       |                                                  |          |
| ISAT Nevers                        | Institut supérieur de l'automobile et des transports.                   | 7 places                          |       |                                                  |          |
| Mines ParisTech                    | École nationale supérieure des mines de Paris.                          | 2 places                          |       |                                                  |          |
| réseau Polytech                    | Réseau Polytech (dans 11 écoles).                                       | 72 places                         |       |                                                  |          |
| SIGMA Clermont-Ferrand (ex IFMA)   | Institut français de mécanique avancée.                                 | 8 places                          |       |                                                  |          |
| SUPMECA Paris                      | Institut supérieur de mécanique de Paris.                               | 5 places                          |       |                                                  |          |
| Télécom Paris                      | Télécom Paris                                                           | 6 places                          |       |                                                  |          |
| Télécom SudParis (ex Télécom INT)  | Télécom SudParis.                                                       | 2 places                          |       |                                                  |          |

(Les chiffres et écoles affichés sont ceux du concours 2024)

## Inscription
- L'inscription au concours ATS n'entraîne pas l'inscription aux écoles de la banque ATS : les élèves de classe préparatoire ATS doivent aussi choisir préalablement les écoles pour lesquels ils sont candidats et les classer selon leurs ordres de préférences (tarif d'environ 16 € supplémentaires par école). À l'issue du concours écrit, les candidats sont « admissibles » à (aux) (l')école(s) choisie(s) s'ils franchissent une barre scientifique (la somme pondérée de leurs notes en matières scientifiques doit dépasser un certain seuil) et une barre générale (idem avec toutes les notes), chaque école fixant ses critères (environ 3/4 d'« admissibles »). Ils sont alors autorisés à passer un oral (commun) à l'issue duquel ils pourront être « admis » dans l'une de ses écoles.
- Pour les écoles autres que celles citées ci-dessus, il est possible de postuler sur dossier pour une admission sur titre, dans les mêmes conditions et aux mêmes titres que les candidats titulaires de BTS, DUT ou diplôme universitaire correspondant aux spécialités de l'école concernée.